# Championnat du monde d'échecs 1984
Pour un article plus général, voir Championnat du monde d'échecs.

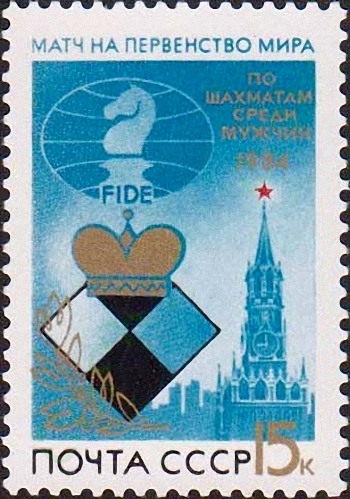
Timbre de l'Union soviétique créé à l'occasion du championnat du monde d’échecs de 1984.

Le championnat du monde d’échecs 1984-1985 a opposé le tenant du titre Anatoli Karpov à son concurrent Garry Kasparov à Moscou du 10 septembre 1984 au 15 février 1985. Il a été interrompu, Karpov conservant son titre.
Le vainqueur devait initialement être le premier joueur à remporter six victoires dans un match où, contrairement aux championnats précédents et également à ceux qui suivront, les nulles ne sont pas comptabilisées et aucune limite du nombre des parties n'est fixée. Il n’a pas été mené à son terme du fait de l’annulation décidée par le président de la FIDE, Florencio Campomanes pour des raisons controversées, officiellement pour préserver la santé des joueurs : le match était dans son sixième mois après 48 parties.
Karpov mène rapidement le match 4-0 après 9 parties, puis 5-0 après la 27e. Kasparov remporte cependant la 32e et les deux dernières parties. Au moment de l'interruption, le score est de +5 -3 =40 pour Karpov qui conserve son statut de champion du monde mais Kasparov obtient l’organisation d’un nouveau championnat qui commencera effectivement en septembre de la même année.
Le format du nouveau match fut modifié, en fixant l'issue au meilleur des 24 parties à jouer. En cas d'égalité à la fin du match (12-12), Karpov aurait alors conservé son titre. Karpov menant au score lors de l'interruption du championnat 1984, il obtint la garantie d'un nouveau match pour le titre en cas de défaite.

## Qualification
Les deux premiers de trois tournois interzonaux se qualifient pour les matchs des candidats : 
- à Las Palmas en juillet 1982 se qualifient Zoltán Ribli (9/13) et Vassily Smyslov (8½),
- à Moscou en septembre 1982 se qualifient Garry Kasparov (10/13) et Aleksandr Beliavski (8½),
- à Toluca se qualifient Lajos Portisch (8½/13) et Eugenio Torre (8½).

Robert Hübner et Viktor Kortchnoï sont qualifiés de par leurs résultats aux matchs des candidats du cycle précédent.
|  | Quarts de finale    | Quarts de finale                |                  |    | Demi-finales                    | Demi-finales                    |  |  | Finale                   | Finale                   |
|  | Quarts de finale    | Quarts de finale                |                  |    | Demi-finales                    | Demi-finales                    |  |  | Finale                   | Finale                   |
|  |                     |                                 |                  |    |                                 |                                 |  |  |                          |                          |
|  | Bad Kissingen       | Bad Kissingen                   |                  |    | Londres, novembre-décembre 1983 | Londres, novembre-décembre 1983 |  |  | Vilnius, mars-avril 1984 | Vilnius, mars-avril 1984 |
|  | Bad Kissingen       | Bad Kissingen                   |                  |    | Londres, novembre-décembre 1983 | Londres, novembre-décembre 1983 |  |  | Vilnius, mars-avril 1984 | Vilnius, mars-avril 1984 |
|  | Viktor Kortchnoï    | 6                               |                  |    | Londres, novembre-décembre 1983 | Londres, novembre-décembre 1983 |  |  | Vilnius, mars-avril 1984 | Vilnius, mars-avril 1984 |
|  | Viktor Kortchnoï    | 6                               |                  |    | Londres, novembre-décembre 1983 | Londres, novembre-décembre 1983 |  |  | Vilnius, mars-avril 1984 | Vilnius, mars-avril 1984 |
|  | Lajos Portisch      | 3                               |                  |    | Londres, novembre-décembre 1983 | Londres, novembre-décembre 1983 |  |  | Vilnius, mars-avril 1984 | Vilnius, mars-avril 1984 |
|  | Lajos Portisch      | 3                               | Viktor Kortchnoï | 4  |                                 |                                 |  |  | Vilnius, mars-avril 1984 | Vilnius, mars-avril 1984 |
|  | Moscou              |                                 | Viktor Kortchnoï | 4  |                                 |                                 |  |  | Vilnius, mars-avril 1984 | Vilnius, mars-avril 1984 |
|  |                     | Garry Kasparov                  | 7                |    |                                 |                                 |  |  | Vilnius, mars-avril 1984 | Vilnius, mars-avril 1984 |
|  | Garry Kasparov      | Garry Kasparov                  | 7                | 6  |                                 |                                 |  |  | Vilnius, mars-avril 1984 | Vilnius, mars-avril 1984 |
|  | Garry Kasparov      |                                 |                  | 6  |                                 |                                 |  |  | Vilnius, mars-avril 1984 | Vilnius, mars-avril 1984 |
|  | Aleksandr Beliavski | 3                               |                  |    |                                 |                                 |  |  | Vilnius, mars-avril 1984 | Vilnius, mars-avril 1984 |
|  | Aleksandr Beliavski | 3                               | Garry Kasparov   | 8½ |                                 |                                 |  |  |                          |                          |
|  | Alicante            |                                 | Garry Kasparov   | 8½ |                                 |                                 |  |  |                          |                          |
|  |                     | Vassily Smyslov                 | 4½               |    |                                 |                                 |  |  |                          |                          |
|  | Eugenio Torre       | Vassily Smyslov                 | 4½               | 4  |                                 |                                 |  |  |                          |                          |
|  | Eugenio Torre       | Londres, novembre-décembre 1983 |                  | 4  |                                 |                                 |  |  |                          |                          |
|  | Zoltán Ribli        | 6                               |                  |    |                                 |                                 |  |  |                          |                          |
|  | Zoltán Ribli        | 6                               | Zoltán Ribli     | 4½ |                                 |                                 |  |  |                          |                          |
|  | Velden              |                                 | Zoltán Ribli     | 4½ |                                 |                                 |  |  |                          |                          |
|  |                     | Vassily Smyslov                 | 6½               |    |                                 |                                 |  |  |                          |                          |
|  | Robert Hübner       | Vassily Smyslov                 | 6½               | 7  |                                 |                                 |  |  |                          |                          |
|  | Robert Hübner       |                                 |                  | 7  |                                 |                                 |  |  |                          |                          |
|  | Vassily Smyslov     | 7                               |                  |    |                                 |                                 |  |  |                          |                          |
|  | Vassily Smyslov     | 7                               |                  |    |                                 |                                 |  |  |                          |                          |

Le match Hübner-Smyslov, ex æquo après 10 parties, et toujours ex æquo après quatre parties supplémentaires, est finalement décidé à la roulette ; la boule tombe dans le zéro au premier tirage, avant de donner la victoire à Smyslov.
Le match Kasparov-Kortchnoï aurait dû se dérouler à Pasadena en Californie, mais la fédération soviétique s'oppose au déplacement de Kasparov et Kasparov est déclaré perdant par forfait. Des négociations ultérieures avec la fédération soviétique, la FIDE et Kortchnoï permettent de jouer ce match à Londres, en échange de la levée de l'embargo soviétique contre le dissident Kortchnoï.

## Résultats
|          | 1  | 2  | 3  | 4  | 5  | 6  | 7  | 8  | 9  | 10 | 11 | 12 | 13 | 14 | 15 | 16 | 17 | 18 | 19 | 20 | 21 | 22 | 23 | 24 | Score |
| -------- | -- | -- | -- | -- | -- | -- | -- | -- | -- | -- | -- | -- | -- | -- | -- | -- | -- | -- | -- | -- | -- | -- | -- | -- | ----- |
| Karpov   | =  | =  | 1  | =  | =  | 1  | 1  | =  | 1  | =  | =  | =  | =  | =  | =  | =  | =  | =  | =  | =  | =  | =  | =  | =  | 4     |
| Kasparov | =  | =  | 0  | =  | =  | 0  | 0  | =  | 0  | =  | =  | =  | =  | =  | =  | =  | =  | =  | =  | =  | =  | =  | =  | =  | 0     |
|          | 25 | 26 | 27 | 28 | 29 | 30 | 31 | 32 | 33 | 34 | 35 | 36 | 37 | 38 | 39 | 40 | 41 | 42 | 43 | 44 | 45 | 46 | 47 | 48 | Score |
| Karpov   | =  | =  | 1  | =  | =  | =  | =  | 0  | =  | =  | =  | =  | =  | =  | =  | =  | =  | =  | =  | =  | =  | =  | 0  | 0  | 5     |
| Kasparov | =  | =  | 0  | =  | =  | =  | =  | 1  | =  | =  | =  | =  | =  | =  | =  | =  | =  | =  | =  | =  | =  | =  | 1  | 1  | 3     |

Le déroulement des quarante-huit parties fut le suivant :
| Partie | Ouverture                                       | Nombre de coups | Blancs   | Noirs    | Résultat                       | Score           |
| ------ | ----------------------------------------------- | --------------- | -------- | -------- | ------------------------------ | --------------- |
| 1      | défense sicilienne                              | 36              | Karpov   | Kasparov | nulle                          | 0 à 0           |
| 2      | défense ouest-indienne                          | 47              | Kasparov | Karpov   | nulle                          | 0 à 0           |
| 3      | défense sicilienne                              | 31              | Karpov   | Kasparov | Karpov gagne avec les Blancs   | Karpov mène 1-0 |
| 4      | défense ouest-indienne                          | 44              | Kasparov | Karpov   | nulle                          | Karpov mène 1-0 |
| 5      | défense sicilienne                              | 20              | Karpov   | Kasparov | nulle                          | Karpov mène 1-0 |
| 6      | défense ouest-indienne                          | 70              | Kasparov | Karpov   | Karpov gagne avec les Noirs    | Karpov mène 2-0 |
| 7      | gambit dame                                     | 41              | Karpov   | Kasparov | Karpov gagne avec les Blancs   | Karpov mène 3-0 |
| 8      | partie catalane                                 | 20              | Kasparov | Karpov   | nulle                          | Karpov mène 3-0 |
| 9      | gambit dame refusé                              | 46              | Karpov   | Kasparov | Karpov gagne avec les Blancs   | Karpov mène 4-0 |
| 10     | défense ouest-indienne                          | 15              | Kasparov | Karpov   | nulle                          | Karpov mène 4-0 |
| 11     | ouverture anglaise                              | 41              | Karpov   | Kasparov | nulle                          | Karpov mène 4-0 |
| 12     | gambit dame refusé                              | 21              | Kasparov | Karpov   | nulle                          | Karpov mène 4-0 |
| 13     | ouverture anglaise                              | 33              | Karpov   | Kasparov | nulle                          | Karpov mène 4-0 |
| 14     | défense ouest-indienne                          | 15              | Kasparov | Karpov   | nulle                          | Karpov mène 4-0 |
| 15     | défense ouest-indienne                          | 93              | Karpov   | Kasparov | nulle                          | Karpov mène 4-0 |
| 16     | défense ouest-indienne                          | 37              | Kasparov | Karpov   | nulle                          | Karpov mène 4-0 |
| 17     | gambit dame refusé                              | 22              | Karpov   | Kasparov | nulle                          | Karpov mène 4-0 |
| 18     | défense ouest-indienne                          | 22              | Kasparov | Karpov   | nulle                          | Karpov mène 4-0 |
| 19     | gambit dame refusé                              | 44              | Karpov   | Kasparov | nulle                          | Karpov mène 4-0 |
| 20     | ouverture anglaise                              | 15              | Kasparov | Karpov   | nulle                          | Karpov mène 4-0 |
| 21     | gambit dame refusé                              | 31              | Karpov   | Kasparov | nulle                          | Karpov mène 4-0 |
| 22     | partie catalane                                 | 20              | Kasparov | Karpov   | nulle                          | Karpov mène 4-0 |
| 23     | gambit dame refusé                              | 22              | Karpov   | Kasparov | nulle                          | Karpov mène 4-0 |
| 24     | ouverture anglaise                              | 17              | Kasparov | Karpov   | nulle                          | Karpov mène 4-0 |
| 25     | gambit dame refusé                              | 21              | Karpov   | Kasparov | nulle                          | Karpov mène 4-0 |
| 26     | ouverture anglaise                              | 23              | Kasparov | Karpov   | nulle                          | Karpov mène 4-0 |
| 27     | gambit dame refusé                              | 59              | Karpov   | Kasparov | Karpov gagne avec les Blancs   | Karpov mène 5-0 |
| 28     | défense russe                                   | 25              | Kasparov | Karpov   | nulle                          | Karpov mène 5-0 |
| 29     | gambit dame refusé                              | 13              | Karpov   | Kasparov | nulle                          | Karpov mène 5-0 |
| 30     | défense russe                                   | 20              | Kasparov | Karpov   | nulle                          | Karpov mène 5-0 |
| 31     | gambit dame refusé                              | 35              | Karpov   | Kasparov | nulle                          | Karpov mène 5-0 |
| 32     | défense ouest-indienne                          | 40              | Kasparov | Karpov   | Kasparov gagne avec les Blancs | Karpov mène 5-1 |
| 33     | gambit dame refusé                              | 20              | Karpov   | Kasparov | nulle                          | Karpov mène 5-1 |
| 34     | gambit dame refusé                              | 19              | Kasparov | Karpov   | nulle                          | Karpov mène 5-1 |
| 35     | défense sicilienne                              | 17              | Karpov   | Kasparov | nulle                          | Karpov mène 5-1 |
| 36     | gambit dame refusé                              | 40              | Kasparov | Karpov   | nulle                          | Karpov mène 5-1 |
| 37     | défense sicilienne                              | 15              | Karpov   | Kasparov | nulle                          | Karpov mène 5-1 |
| 38     | gambit dame refusé                              | 25              | Kasparov | Karpov   | nulle                          | Karpov mène 5-1 |
| 39     | gambit dame refusé                              | 48              | Karpov   | Kasparov | nulle                          | Karpov mène 5-1 |
| 40     | gambit dame refusé                              | 70              | Kasparov | Karpov   | nulle                          | Karpov mène 5-1 |
| 41     | défense russe                                   | 71              | Karpov   | Kasparov | nulle                          | Karpov mène 5-1 |
| 42     | gambit dame refusé                              | 26              | Kasparov | Karpov   | nulle                          | Karpov mène 5-1 |
| 43     | défense sicilienne                              | 21              | Karpov   | Kasparov | nulle                          | Karpov mène 5-1 |
| 44     | partie espagnole                                | 38              | Kasparov | Karpov   | nulle                          | Karpov mène 5-1 |
| 45     | défense sicilienne                              | 35              | Karpov   | Kasparov | nulle                          | Karpov mène 5-1 |
| 46     | partie espagnole                                | 41              | Kasparov | Karpov   | nulle                          | Karpov mène 5-1 |
| 47     | gambit dame refusé (variante Cambridge Springs) | 32              | Karpov   | Kasparov | Kasparov gagne avec les Noirs  | Karpov mène 5-2 |
| 48     | défense russe                                   | 40              | Kasparov | Karpov   | Kasparov gagne avec les Blancs | Karpov mène 5-3 |

## Parties remarquables
- Kasparov - Karpov, 6e partie, 0-1
- Karpov - Kasparov, 9e partie, 1-0
- Karpov - Kasparov, 27e partie, 1-0